# Apataniana hellenica
Apataniana hellenica är en nattsländeart som beskrevs av Malicky 1987. Apataniana hellenica ingår i släktet Apataniana och familjen Apataniidae. Inga underarter finns listade i Catalogue of Life.